# Portail européen d'information douanière
Le Portail européen d'information douanière (ECIP) est un service destiné aux opérateurs économiques – notamment les PME – de tous les États membres qui ont des activités d'importation ou d'exportation de marchandises à destination ou en provenance de l'UE : transporteurs, commissionnaires, transitaires, importateurs et exportateurs. Il a été lancé par la Commission européenne et il fournit des informations sur la marche à suivre pour effectuer des opérations d'importation, d'exportation et de transit dans l’union douanière de l’Union européenne. La première phase de l'ECIP se concentre sur les modifications au Code des douanes communautaire en matière de sécurité, qui sont entrées en vigueur le 1er juillet 2009.

## ECIP
Ce portail douanier constitue un point d'accès unique aux informations pratiques utiles au transport de marchandises vers l'UE et à partir de l'UE et il comporte des scénarios animés qui expliquant chaque étape des procédures d'importation, d'exportation et de transit. Il indique également le cadre juridique de ces procédures et il englobe des informations (informations de nature politique, bases de données et services d'assistance) tirées des sites Internet douaniers de la Commission et des États membres. En outre, les opérateurs économiques peuvent y trouver des liens utiles vers des bases de données en ligne pour les entreprises, comme le tarif douanier en ligne TARIC, le système d'échanges d'information TVA (VIES), les cours d'apprentissage électronique, et les services d'aide des États membres.
L'ECIP a été mis sur pied en collaboration avec les États membres et des représentants d'associations professionnelles ; il sera étendu à l'avenir afin de couvrir d'autres domaines et de fournir des informations plus pointues sur les procédures douanières.

## Compléments